# 曾雅妮
曾雅妮（1989年1月23日—）是一位臺灣女子職業高爾夫運動員，出生於臺灣桃園市龜山區，旅居佛羅里達州奥蘭多市。
曾雅妮於2011年2月贏得ANZ女子高球名人賽冠軍後，在女性高爾夫選手排名登上世界第一（2011年2月13日至2013年3月18日），成為史上第六位世界球后，也是第一位登上主流運動世界排名第一的台灣運動員。2012年與台裔美籍NBA籃球員林書豪一同獲選為《時代》雜誌（Time）「第8屆年度全球百大最有影響力人物」，然而在2013年3月18日在創建者盃後，維持長達109周的世界第一寶座後被美國選手史黛西·路易斯所取代。

## 業餘生涯
從2004年到2006年為止，曾雅妮是台灣業餘高爾夫界頂尖的選手。2005年的美國女子業餘公共球場錦標賽，曾雅妮在決賽中以一桿之差，擊敗廣受媒體注目的韓裔美籍球星魏聖美。
- 2003 第1名 - 卡拉威青年高爾夫冠軍賽
- 2004 第2名 - 卡拉威青年高爾夫冠軍賽
- 2004 第1名 - 美國女子業餘公共球場錦標賽
- 2005 第1名 - 南北女子業餘高爾夫冠軍賽
- 2005 準決賽 - 美國女子業餘公共球場錦標賽
- 2005 第2名 - 南北女子業餘高爾夫冠軍賽

## 職業生涯

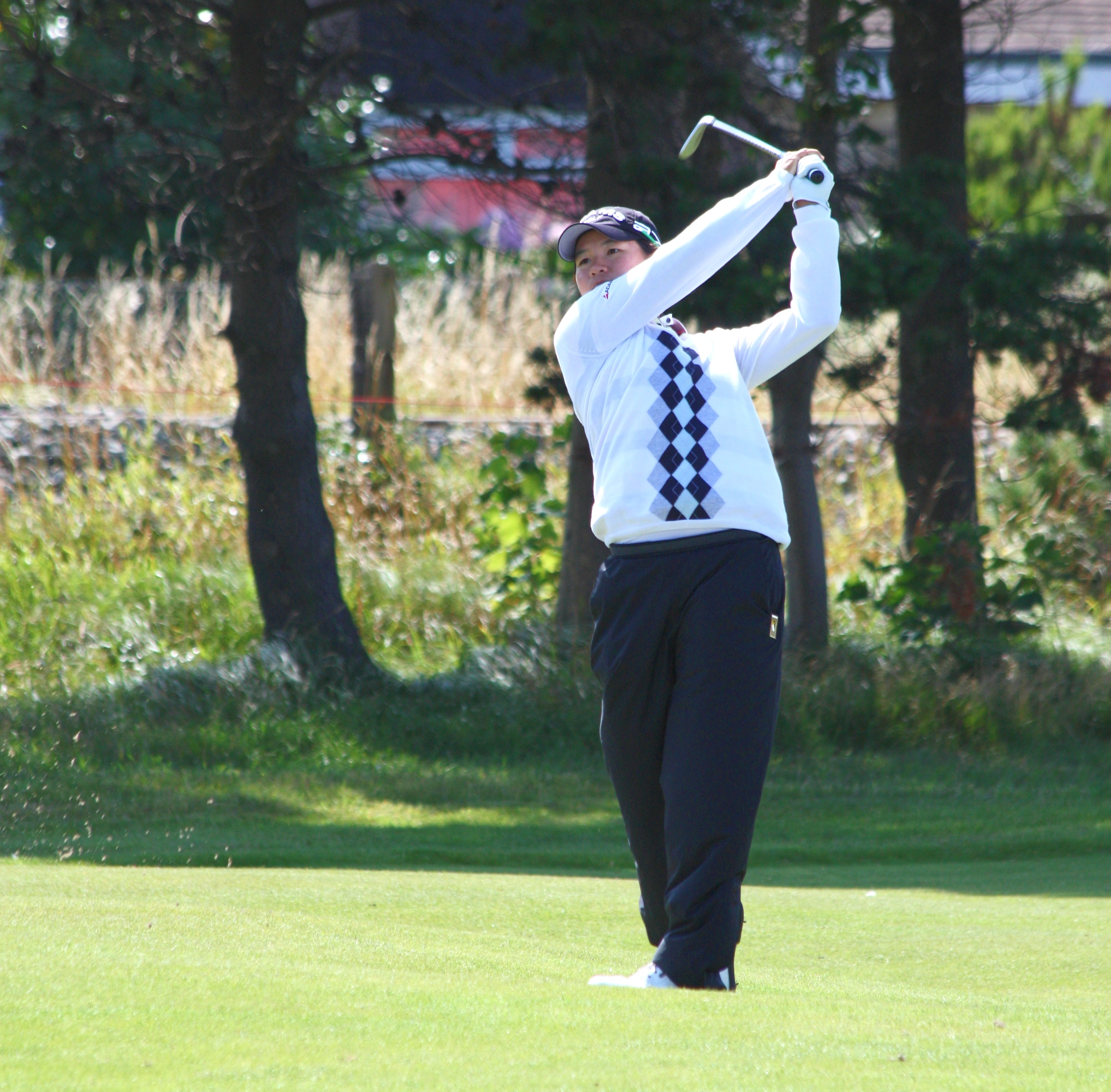
2009年英国女子公开赛场上的曾雅妮

### 2007-2009年
曾雅妮於2007年一月時成為職業選手。完成了亞洲女子高爾夫球巡迴賽的賽程，並贏得DLF印度女子公開賽。同時完成了CN加拿大女子巡迴賽程，也於溫哥華高爾夫俱樂
2007年12月取得女子美國巡迴資格賽的第六名之後，獲得2008年完整的參賽權利。曾雅妮在2008年六月，贏得生涯第一個女子巡迴賽的冠軍，也就是四大滿貫賽之一的女子美國巡迴錦標賽。成為台灣第一位在女子美巡賽中贏得大滿貫賽冠軍的高爾夫球選手。以區區19歲之齡，是女子美巡賽中有史以來，女子美國巡迴錦標賽冠軍得主中最年輕的，以及歷來大滿貫賽冠軍得主中第二年輕的。她也獲得2008年度LPGA最佳新人獎
2009年5月29日，成為LPGA史上累積獎金最快達到200萬美元的球員，僅用了1年1個月又13天，歷經32場賽事，就達到此紀錄；舊紀錄為Paula Creamer在2006年達成的1年4個月又15天。

### 2010年
2010年8月2日，曾雅妮以總成績277桿，低於標準桿11桿奪下英國女子公開賽冠軍，這也是美國女子職業高爾夫巡迴賽（LPGA）年度4大賽的最後一場。曾雅妮成為史上第一位在同一年包辦納比斯科錦標賽與英國公開賽冠軍的球員，也是台灣第1位獲得英國女子公開賽冠軍的選手。曾雅妮於LPGA的世界排名第五位。
2010年9月13日，曾雅妮在美國LPGA錦標賽比賽奪得冠軍，贏得P&G NW阿肯色女子錦標賽冠軍和30萬美元（換算約台幣952．35萬元）冠軍獎金。曾雅妮以優異成績成功逆轉勝原本領先的韓裔美籍女將魏聖美。

### 2011年
2011年2月6日，曾雅妮在澳洲公開賽以總桿數低標16桿的276桿，以7桿的差距輕鬆奪冠。
2011年2月13日，曾雅妮以四回合總桿數264桿（67、66、63、68）、低於標準桿24桿的成績，摘下澳洲ANZ女子高球名人賽冠軍。曾雅妮本賽季稍早已經連續拿下台灣台豐高球賽與澳洲公開賽冠軍，是生涯首度開季3連勝。曾雅妮也是地主名將凱莉·韋珀（Karrie Webb）後，第二位連贏澳洲公開賽與澳洲名人賽的選手。曾雅妮在拿下此賽冠軍之後，世界排名躍居首位，成為職業運動史上第一位台灣籍的世界球后。
2011年6月27日，曾雅妮在衛格門(Wegmans)LPGA錦標賽，最終以總桿數269桿，低於標準桿19桿奪冠。曾雅妮當時以22歲成為史上最年輕贏得4個四大賽的球員。
2011年8月1日，曾雅妮於英國女子公開賽最終以總桿數212桿，低於標準桿16桿封后衛冕成功，成為這項賽事轉為職業賽以來第一個衛冕成功的球員，並以未滿23歲之姿寫下史上最年輕贏得五個四大賽冠軍的紀錄  。
2011年9月11日，繼2010年奪冠之後，曾雅妮再度以優異成績（低於標準桿12桿）成功衛冕P&G NW阿肯色女子錦標賽，並使得曾雅妮成為繼2008年蘿瑞納·歐秋雅之後第二位單季獎金衝破200萬美元的現役球員。
2011年10月9日，曾雅妮在南韓仁川舉辦的LPGA韓亞銀行賽中，以三天低於標準桿14桿的成績，一桿之差力退尋求三連霸此項賽事的韓籍地主名將崔蘿蓮，奪下2011年球季第六座LPGA巡迴賽冠軍，職業生涯累積獎金也突破700萬美元，並以22歲之齡成為700萬俱樂部最年輕一員。
2011年10月23日，曾雅妮在台灣桃園舉辦的揚昇LPGA台灣錦標賽中以總桿數272桿（-16）的成績拿下冠軍，成為這項賽事的首位冠軍得主，不僅成功奪下本季第7冠，也確定衛冕年度最佳球員，積分為331分。
2011年12月11日，曾雅妮在台灣桃園舉辦的裙襬搖搖女子國際高球邀請賽，她以領先韓國選手柳蕭然與前球后申智愛7桿之多的總桿210桿（-6），於封關戰贏得2011年第12冠，為該年球季畫下完美句點，且在自己家鄉拿下「有始有終的」第1勝與第12勝。曾雅妮這場封關戰賺到500萬元台幣獎金，加上LPGA的292萬1713美元與3場歐巡賽冠軍的17萬3000歐元，本季累計贏得約1億226萬元台幣獎金，已升格為「億元球后」。

### 2012年
曾雅妮以總成績269桿，低於標準桿19桿奪下LPGA泰國本田公開賽冠軍。以一桿之差氣走日本女將宮里藍，並成為該賽事首位成功衛冕的球員。
2012年3月18日，曾雅妮以總成績270桿，低於標準桿17桿奪下LPGA創建者盃冠軍。以一桿之差讓日本女將宮里藍及世界第二的韓國球星崔蘿蓮飲恨，也成為最快突破獎金800萬的紀錄保持者。
2012年3月25日，曾雅妮以總成績274桿，低於標準桿13桿奪下LPGA起亞菁英賽冠軍。
2012年6月起，曾雅妮接連遭遇低潮，截至8月中旬本年度已經有3場比賽遭到淘汰。
2012年8月18日，曾雅妮跨越低潮，在美國奧勒岡州舉行的LPGA喜互惠精英賽中打出當日最低桿-5以總桿數-7並列第5，這也是曾雅妮距6月2日之後首度單綸67字頭的佳績。
2012年8月19日，曾雅妮以低於標準桿-6的成績在LPGA喜互惠精英賽獲得單獨第11的成績。

### 2013年
2013年3月18日，世界女子排名跌落第二，結束長達109周的球后寶座.
2013年3月20日，曾雅妮因睡過頭，錯失LPGA起亞菁英賽開球時間，只好退出比賽，事後她在臉書發文致歉。
曾雅妮自從七月初開始，接連在美國公開賽、宏利金融菁英賽、馬拉松菁英賽都提前出局，8月在英國公開賽再次遭到淘汰，創下個人生涯最長的提前淘汰紀錄。

### 2014年
曾雅妮在台灣台豐女子高球公開賽以2桿之差的-1桿成績逆轉封后，這也是曾雅妮睽違22個月後再次拿下后冠。
LPGA金斯米爾，曾雅妮搶回第二，也搶回台灣在LPGA最高的名次41名。

### 2018年
2018-1月/14在日立慈善盃最終以並列第3名作收，也是近期最佳成績

### 2019年
2019/01/17(四) ~ 2019/01/20(日)參與2019台灣女子高夫球公開賽，在前兩輪的表現，分別打出-2及-1的成績，排名高居並列第四，後兩輪個出現三個Bogey，無法多抓Birdie，在賽事最後一天的第十五洞，出現double bogey，最終輪繳出75（+3）桿成績，以4輪總桿數平標準桿的288桿，並列第35名作收。

## 私生活
曾雅妮目前居住於美國佛州奧蘭多，這棟房子是她於2009年4月從前球后安妮卡·索倫斯坦手中買下。

## 職業賽事冠軍

### LPGA 女子美國巡迴賽 (15)
- 2008 (1) LPGA錦標賽
- 2009 (1) LPGA康寧菁英賽
- 2010 (3) 納貝斯克錦標賽，英國女子公開賽，P&G NW阿肯色女子錦標賽
- 2011 (7) 泰國本田錦標賽（Honda LPGA Thailand），LPGA州立農場菁英賽，LPGA錦標賽，英國女子公開賽，P&G NW阿肯色女子錦標賽，LPGA韓亞銀行錦標賽，揚昇LPGA台灣錦標賽
- 2012 (3) 泰國本田錦標賽（Honda LPGA Thailand)，LPGA創建者盃，LPGA起亞菁英賽。

### 其他 (11)
- 2007 (2) DLF印度女子公開賽[19]（LAGT），CN加拿大女子巡迴賽（CN加拿大女子巡迴賽程）
- 2008 (1) 老爺公開賽[20] (TLPGA)
- 2010 (2) 台豐女子國際公開賽[21] (TLPGA)， 澳洲女子公開賽 (ALPG Tour, LET)
- 2011 (5) 台豐女子國際公開賽[22] (LAGT, TLPGA)，澳洲女子公開賽 (ALPG Tour, LET)，ANZ澳洲女子名人賽(ALPG Tour, LET)，蘇州太湖全球通盃歐亞女子公開賽（LET, LAGT），裙擺搖搖2011女子職業高爾夫國際邀請賽 (Swinging Skirts 2011 TLPGA Invitational)
- 2014 (1) 台豐女子國際公開賽

## LPGA大滿貫賽成績&巡迴賽成績
| 賽程                                               | 2008 | 2009 | 2010 | 2011 | 2012 | 2013 | 2014 | 2015 | 2016 | 2017 | 2018 |
| -------------------------------------------------- | ---- | ---- | ---- | ---- | ---- | ---- | ---- | ---- | ---- | ---- | ---- |
| 納貝斯克錦標賽                                     | T21  | T17  | 冠軍 | 亞軍 | 3    | T48  | CUT  | CUT  | CUT  | CUT  | CUT  |
| LPGA錦標賽                                         | 冠軍 | T23  | T19  | 冠軍 | T59  | T19  | T30  | CUT  | CUT  | CUT  | CUT  |
| 美國女子公開賽                                     | T42  | CUT  | T10  | T15  | T50  | CUT  | T35  | CUT  | T59  | A    | A    |
| 英國女子公開賽                                     | 亞軍 | T20  | 冠軍 | 冠軍 | T26  | CUT  | CUT  | T13  | T31  | T30  | CUT  |
| 愛維養錦標賽                                       |      |      |      |      |      | CUT  | CUT  | CUT  | T36  | CUT  |      |
| 巴哈馬菁英賽                                       |      |      |      |      |      | CUT  |      |      | CUT  | CUT  | CUT  |
| Coates golf championship presented by r+l carriers |      |      |      |      |      |      |      |      | T60  |      |      |
| Women's Australian Open                            |      |      | 冠軍 | 冠軍 | T8   | 2    | T53  |      |      | CUT  | T30  |
| Honda LPGA Thailand                                |      | T7   | 3    | 冠軍 | 冠軍 | T3   | T5   | T2   | 64   | T14  |      |
| 滙豐女子世界錦標賽                                 |      | T11  | T3   | 3    | 5    | T28  | T35  | T21  | 61   |      |      |
| JTBC Founders Cup                                  |      |      |      | T29  | 冠軍 | T59  | CUT  | CUT  | CUT  | CUT  | T59  |
| 起亞精英賽                                         |      |      | T57  | T5   | 冠軍 |      | T55  | 72   | 81   | CUT  | CUT  |
| 樂天LPGA錦標賽                                     |      |      |      |      | T10  | T38  | T32  | T36  |      |      |      |
| Hugel-JTBC LA Open                                 |      |      |      |      |      |      |      |      |      |      | CUT  |
| 裙襬搖搖LPGA菁英賽                                 |      |      |      |      |      |      | CUT  | CUT  | CUT  |      |      |
| 北德克薩斯LPGA大獎賽                               |      |      |      |      |      | T28  |      | T41  | CUT  | CUT  | CUT  |
| Yokohama Tire LPGA Classic                         | T6   | T4   |      | T25  | T46  |      |      | T2   | CUT  |      |      |
| Lorena Ochoa Invitational                          | T18  | T8   | 27   | T19  | T26  |      |      |      |      |      |      |
| Kingsmill Championship                             | T16  | T20  |      |      |      | T24  | T2   | CUT  | CUT  | CUT  | T56  |
| LPGA Volvik Championship                           |      |      |      |      |      |      |      |      | CUT  | CUT  | CUT  |
| ShopRite LPGA Classic                              |      |      | T14  | 7    | T12  | T69  | T38  | T51  |      | 75   | CUT  |
| Manulife LPGA Classic                              |      |      |      |      |      | CUT  |      | T27  |      |      |      |
| Meijer LPGA Classic                                |      |      |      |      |      |      |      |      | CUT  | CUT  | T27  |
| Walmart NW Arkansas Championship                   |      | T14  | 冠軍 | 冠軍 | CUT  | T57  | T64  | CUT  | CUT  | CUT  | T65  |
| Thornberry Creek LPGA Classic                      |      |      |      |      |      |      |      |      |      | T11  | CUT  |
| Marathon Classic                                   |      | T6   |      |      | CUT  | CUT  |      | T22  |      | CUT  | T38  |
| Ladies Scottish Open                               |      |      |      |      |      |      |      |      |      | T23  |      |
| Canadian Women's Open                              | 3    | T33  | CUT  | T29  | T35  | T24  | T42  | T38  | CUT  | T22  | CUT  |
| Portland Classic                                   | CUT  | T34  | T45  | T13  | 11   | T9   | T25  | T18  | T62  | CUT  |      |
| Indy Women in Tech Championship                    |      |      |      |      |      |      |      |      |      | CUT  | CUT  |
| Reignwood LPGA Classic                             |      |      |      |      |      | 6    | T19  |      | T16  |      |      |
| Sime Darby LPGA Malaysia                           |      |      | T41  | 2    | T49  | 66   |      | 5    |      | T74  |      |
| LPGA KEB Hana Bank Championship                    |      |      |      | 冠軍 | 3    | T32  | T60  | T2   |      |      |      |
| 富邦LPGA台灣錦標賽                                 |      |      |      | 冠軍 | 3    | T40  | T20  | T37  | T53  | T17  |      |
| Blue Bay LPGA                                      |      |      |      |      |      |      | T58  | T23  | T58  | T49  |      |
| Toto Japan Classic                                 | T63  |      | 2    |      | 4    |      | T59  | T16  |      |      |      |
| CME Group Tour Championship                        |      |      |      |      |      |      | T41  | T32  |      |      |      |

底色金色代表冠軍.第1名。
底色銀色代表亞軍.第2名。
底色銅色代表季軍.第3名。

底色黃色代表4-10名。
T代表並列。

愛維養錦標賽於2013年加入成為五大滿貫賽。

## 外部連結
- 曾雅妮 官方網站 Tseng-Ya-Ni Official Website （页面存档备份，存于）
- 女子美巡賽官方網站的曾雅妮個人簡介 （页面存档备份，存于）（英文）
- Yani Tseng的Facebook專頁
- 曾雅妮（Tseng, Yani）粉絲團的Facebook專頁
- Yani Tseng的X（前Twitter）
- 曾雅妮的新浪微博